# Reinbert
Reinbert († 16. April 1013 oder 1014), zunächst Propst von Walbeck, wurde 991/992 zum Bischof von Oldenburg (Holstein) geweiht und war ab 992 faktisch erster Bischof von Mecklenburg.
Das Bistum Oldenburg war 972 zur Slawenmission im Abodritenreich gegründet worden. Bereits 990 ging der Bischofssitz auf der Oldenburg durch einen Aufstand der Wagrier wieder verloren. Dennoch hielt das Erzbistum Hamburg-Bremen an seinem Suffraganbistum fest und ordinierte mit Reinbert einen Titularbischof. Im Rahmen eines kirchenrechtlichen Provisoriums nahm Reinbert seinen Diözesansitz zumindest vorübergehend auf der Mecklenburg ein.
Für die ältere Forschung war Reinbert als Bischof auf der Mecklenburg nicht widerspruchsfrei zu erklären. Der dort residierende Abodritenfürst galt als Feind des ostfränkisch-deutschen Reiches. Erst seit dem Ende des 20. Jahrhunderts begann sich die Auffassung durchzusetzen, dass Reinbert tatsächlich als Bischof auf der Mecklenburg wirkte.

## Herkunft und Familie
Reinbert, in den Quellen auch Reginbert, Raginbrat oder Rembert genannt, entstammte einem unbekannten Geschlecht ostfränkischer Edelfreier. Dieses Geschlecht scheint mit den Grafen von Walbeck verwandt gewesen zu sein. Graf Lothar II. hatte 942 auf seiner Burg das Stift Walbeck als Hauskloster der Walbecker Grafen gegründet. Das Amt des Propstes, das Reinbert bekleidete, erlangten überwiegend Verwandte der Walbecker Stifterfamilie, unter ihnen Thietmar von Merseburg. Zudem erfolgte seine Berufung auf besondere Fürsprache Mathildes von Arneburg, der Witwe des Klosterstifters Graf Lothar II., und mit ausdrücklicher Zustimmung ihrer Söhne. Als weiteres Indiz für eine Verwandtschaft mit dem Walbecker Grafengeschlecht gilt die Unterstützung von Reinberts Bewerbung um das Bischofsamt durch Graf Lothar III. von Walbeck.

## Bischof von Oldenburg
Reinbert wurde Ende 991 – wohl nach dem 3. Dezember 991 – von König Otto III. zum Bischof von Oldenburg ernannt. Das Bistum Oldenburg war 972 auf Veranlassung Kaiser Ottos I. vom Hamburg-Bremer Erzbischof Adaldag zum Zwecke der Christianisierung der abodritischen Siedlungsgebiete in Holstein und Mecklenburg gegründet worden. Es erstreckte sich entlang der Ostseeküste von Kiel bis Rostock und im Süden bis an die Grenzen der Bistümer Havelberg und Brandenburg. Der Sitz des Bischofs befand sich auf der namensgebenden Oldenburg, der Hauptburg des abodritischen Teilstammesgebietes Wagrien. Nach dem Slawenaufstand von 983 setzte in Wagrien eine Rückbesinnung der slawischen Bevölkerung auf den paganen Stammesglauben ein, die schließlich zum Zusammenbruch der christlichen Kirchenorganisation führte. Die Anhänger des alten Glaubens zerstörten 990 den Bischofssitz und die Johanneskirche auf der Oldenburg, zahlreiche Geistliche wurden getötet, Reinberts Vorgänger Folkward vertrieben. Dennoch hielt das Erzbistum Hamburg-Bremen an Oldenburg als Bischofssitz fest und demonstrierte dies durch die fortlaufende Ernennung von Bischöfen. Auch Reinbert wurde durch den zuständigen Hamburg-Bremer Erzbischof Libentius I. geweiht, konnte jedoch aufgrund der unsicheren Verhältnisse sein Amt auf der Oldenburg nicht antreten.

## Bischof von Mecklenburg
Stattdessen wird Reinbert noch für das Jahr seiner Bischofsweihe auf den Oldenburger Diözesansitz in den Berichten über die Halberstädter Domweihe am 16. Oktober 992 als „Mikilanburgensis episcopus“, also als Bischof von Mecklenburg bezeichnet. Die Mecklenburg war zu diesem Zeitpunkt die Hauptburg der Abodriten und ihres nakonidischen Samtherrschers Mistiwoj. Dieser und seine Familie waren Christen. Seine Tochter Tove hatte den dänischen König Harald Blauzahn geheiratet. Eine weitere Tochter Hodica stand auf der Mecklenburg einem Nonnenkloster als Äbtissin vor. Mistiwojs Sohn Mistislaw floh 1018 wegen seines christlichen Glaubens von Schwerin nach Lüneburg. Mistiwoj selbst soll mit einer Schwester des ehemaligen Oldenburger Bischofs Wago verheiratet gewesen sein. Für das Seelenheil der fürstlichen Familie sorgte der sächsische Kaplan Avico. Neben dem Nonnenkloster ist auf der Mecklenburg eine dem Apostel Petrus als Namenspatron geweihte Kirche belegt.
Aufgrund dieser günstigen Rahmenbedingungen hatte der Königshof Ottos III. Verhandlungen mit dem abodritischen Samtherrscher über die Einrichtung eines Bischofssitzes auf der Mecklenburg aufgenommen. Das Reich versprach sich von der Entsendung Reinberts an den abodritischen Fürstensitz eine Festigung der zwischen Wagrien und dem Gebiet der Liutizen verbliebenen kirchlichen Positionen im Abodritenreich. Lothar III. von Walbeck, der spätere Markgraf der Nordmark, der sich für eine Einsetzung Reinberts zum Bischof starkgemacht hatte, erhoffte sich über Reinbert politisch mäßigenden Einfluss auf seinen unmittelbaren Grenznachbarn. Für Mistivoj wiederum eröffnete sich die Chance zu einer von der Reichskirche weitestgehend unabhängigen, „ausschließlich auf die slawische Herrschaftsgrundlage bezogenen, gentilen Sakralorganisation“. Ob Reinbert im Fadenkreuz dieser unterschiedlichen Interessen eigene Vorstellungen mit seinem Bischofsamt verband, bleibt dagegen im Dunkeln. Über sein konkretes Wirken auf der Mecklenburg schweigen die Quellen.
Nach Mistiwojs Tod 995 scheint Reinbert die Mecklenburg verlassen zu haben. Er könnte sich im Gefolge Ottos III. nach Italien begeben und an der Krönungssynode in Rom teilgenommen haben, denn für das Jahr 996 wird sein Aufenthalt in Verona vermutet. Ob er danach gleich den Havelberger und Brandenburger Titularbischöfen am Sitz eines sächsischen Bischofs verweilte oder wieder auf die Mecklenburg zurückkehrte, ist ungeklärt. Da über seinen Nachfolger Bernhard berichtet wird, dass er erfolgreich im Gebiet der Abodriten missioniert habe, muss jedenfalls die kirchliche Ordnung im Abodritenland fortbestanden haben.
Reinbert wird 1013 oder 1014 verstorben sein, da sein Nachfolger Bernhard um diese Zeit geweiht wurde. Das Merseburger Nekrolog gibt für „Reinbertus ep(iscopu)s“ den 16. April als Todestag.